# Wildkirchli
Wildkirchli je trojice navzájem propojených jeskyní (Altarhöhle, Untere Höhle a Obere Höhle) ve švýcarském kantonu Appenzell Innerrhoden. Nacházejí se v Appenzellských Alpách nedaleko Schwende v nadmořské výšce okolo 1 500 m. Jeskyně náležejí ke krasové formaci Schrattenkalk. Celková délka systému dosahuje 150 m.
Poprvé se o jeskyních zmiňuje humanistický učenec ze St. Gallenu Joachim Vadian. Roku 1621 byla v jedné z jeskyní zřízena kaple zasvěcená archandělu Michaelovi. V letech 1658 až 1853 zde byla proslulá poustevna, o níž se zmiňuje i spisovatel Joseph Victor von Scheffel, poutní místo zachytil na svých obrazech Johann Baptist Isenring.
Roku 1904 prozkoumal jeskyně přírodovědec Emil Bächler. Objevil zde pozůstatky medvěda jeskynního staré devadesát tisíc let a také opracované pazourky svědčící o přítomnosti neandertálců. Další vykopávky v padesátých letech umožnily datovat nálezy do závěrečné fáze moustérienu.
Z Wasserauenu vede k jeskyním lanovka. Bývalá poustevna byla roku 1860 přebudována na horskou boudu Berggasthaus Aescher-Wildkirchli, který se objevil na obálce časopisu National Geographic, což z něj udělalo populární cíl turistů z celého světa. Vede odsud turistická stezka k jezeru Seealpsee. V roce 2009 byla lokalita zapsána na seznam Švýcarský inventář kulturního vlastnictví národního a regionálního významu. 